# Битва під Мокрою
Битва під Мокрою відбулась 1 вересня 1939 року поблизу селища Мокра, 5 км на північ від Клобуцька, 23 км на північний захід від Ченстохови. Це була одна з найперших битв польської кампанії в Другій світовій війні і одна з небагатьох перемог поляків у цій кампанії, а також перша поразка німців у цьому конфлікті.:47–49

## Напередодні битви
Згідно з польською мобілізаційною схемою, головною задачею армії «Лодзь» було убезпечення зв'язку між армією «Краків», що діяла в Сілезії і Малопольщі і армією «Познань», що захищала Великопольщу. Вона також мала захищати мобілізацію резервної армії «Прусси» позаду польських лінії. Через це, основним завданням армії було виграти час затримуючи і жорстко опираючись, щоб дати можливість завершити мобілізації.
Волинська кавалерійська бригада була розміщена на північ від Клобуцька, уздовж залізниці до Катовиці. Два полки (19-й Волинський уланський полк і 21-й Вісельський уланський полк), а також 4-й батальйон 84-го піхотного полка) окопались по обидва боки лісу довкола села Мокра, на захід від залізничного шляху з півночі на південь. На сході, полковник Юліан Филипович розмістив резерви бригади: 12-й Подільський уланський полк, 2-й кінно-стрілецький полк і 21-й панцирний батальйон.
Головним завданням польської бридгади було утримання зв'язку між 7-ю піхотною дивізією, що діяла на південніше і 30-ю піхотною дивізією, що діяла північніше. Терени обрані польським проводом були досконалі для оборони: залізничний насип і ліс утворювали основну оборонну лінію, тоді як попереду були пагорби з великою кількістю рівчаків, струмків та інших перепон.

## Наслідки
Німецька 4-та танкова дивізія була відкинута назад на свої початкові позиції в Опатові і Вільковецько, лише 12-й стрілецький підрозділ зумів досягти залізниці в селі Ізбиська. Однак, дізнавшись про те, що німецька 1-ша танкова дивізія змогла взяти Клобуцьк, польські сили вночі відступили на південний схід до Лободно розміщеного на північний схід від Клобуцька, а тоді на другу смугу оборони, приблизно на 12 км східніше.